# Liste der Biografien/Isl
Liste der Biografien |
Portal Biografien |
Personensuche
# |
A |
B |
C |
D |
E |
F |
G |
H |
I |
J |
K |
L |
M |
N |
O |
P |
Q |
R |
S |
T |
U |
V |
W |
X |
Y |
Z |
?
 
Ia |
Ib |
Ic |
Id |
Ie |
If |
Ig |
Ih |
Ii |
Ij |
Ik |
Il |
Im |
In |
Io |
Ip |
Iq |
Ir |
Is |
It |
Iu |
Iv |
Iw |
Ix |
Iy |
Iz
 
Isa |
Isb |
Isc |
Isd |
Ise |
Isf |
Isg |
Ish |
Isi |
Isj |
Isk |
Isl |
Ism |
Isn |
Iso |
Isp |
Isr |
Iss |
Ist |
Isu |
Isw |
Isy
Die Liste der Biografien führt alle Personen auf, die in der deutschsprachigen Wikipedia einen Artikel haben. Dieses ist eine Teilliste mit 89 Einträgen von Personen, deren Namen mit den Buchstaben „Isl“ beginnt.

## Isl

### Isla
- Isla, José Francisco de (1703–1781), spanischer Schriftsteller und Übersetzer
- Isla, Mauricio (* 1988), chilenischer Fußballspieler
- Islacker, Frank (* 1963), deutscher Fußballspieler
- Islacker, Franz (1926–1970), deutscher Fußballspieler
- Islacker, Mandy (* 1988), deutsche FußballspielerinMandy Islacker (* 1988)

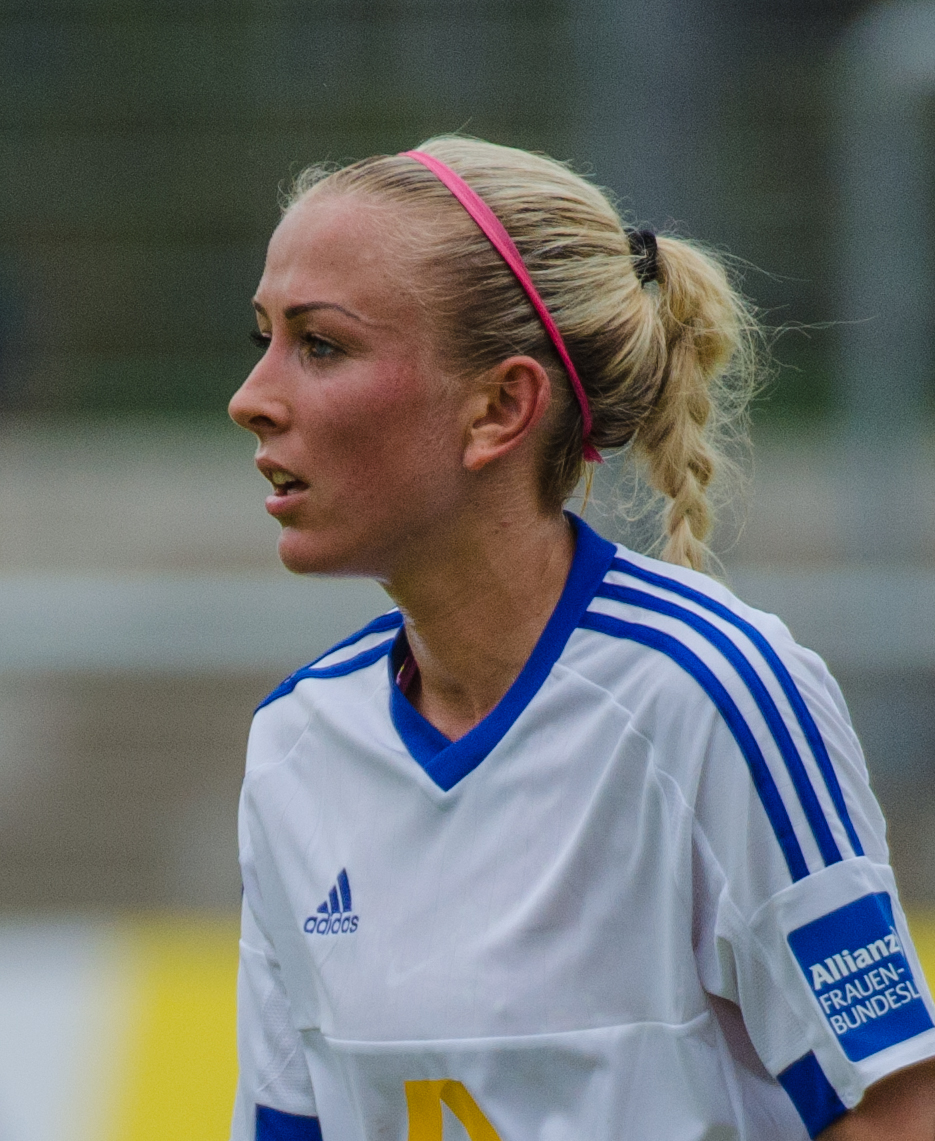
Mandy Islacker (* 1988)

- İslâm III. Giray (1604–1654), Khan des Krimkhanats
- Islam, Alhaj Mohammed Dabirul (* 1948), bangladeschischer Politiker der Awami-Liga
- İslam, Ayşenur (* 1958), türkische Politikerin der Adalet ve Kalkınma Partisi
- Islam, Faisal (* 1977), britischer Journalist
- Islam, Islam (* 1953), tansanischer Hockeyspieler
- Islam, Jahurul (1928–1995), Unternehmer aus Bangladesch
- Islam, Karar Samedul (* 1981), bangladeschischer Schwimmer
- Islam, Kazi Nazrul (1899–1976), bengalischer Lyriker
- Islam, Mohammad Tauhedul, bangladeschischer Diplomat
- Islam, Mohammed Ariful (* 1999), bangladeschischer Schwimmer
- Islam, Muhammad Robiul (* 1999), bangladeschischer Sportschütze
- Islam, Muzharul (1923–2012), bengalischer Architekt
- Ïsläm, Qanat (* 1984), chinesischer Boxer
- Islam, Sagor (* 2006), bangladeschischer Bogenschütze
- Islam, Shaheed Tajul (1950–1984), Gewerkschafter in Bangladesch
- Islam, Sheikh Rajibul, bangladeschischer Kameramann
- Islam, Shoriful (* 2001), bangladeschischer Cricketspieler
- Islam, Tanvir (* 1996), bangladeschischer Cricketspieler
- Islam, Zaheerul (* 1956), pakistanischer Militär, Direktor des pakistanischen Inter-Services Intelligence (ISI)
- Islam-Ali-Zade, Luisa (* 1971), usbekische Opernsängerin (Mezzosopran)
- Islambouli, Sabat († 1941), syrischen Ärztin
- Islambuli, Chalid (1955–1982), ägyptischer radikal-islamistischer ArmeeoffizierChalid Islambuli (1955–1982)

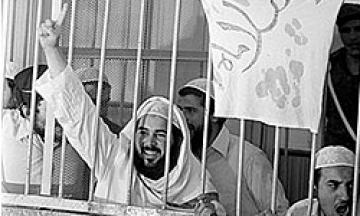
Chalid Islambuli (1955–1982)

- Islamchan, Bauyrschan (* 1993), kasachischer Fußballspieler
- Islame, Yashir (* 1991), chilenisch-palästinensischer Fußballspieler
- Islami, Drita (* 1996), nordmazedonische Leichtathletin
- Islami, Kastriot (* 1952), albanischer Politiker (PS)
- İslamoğlu, Cem (* 1980), türkischer Fußballspieler
- İslamoğlu, Mustafa (* 1960), türkischer islamischer Theologe und Schriftsteller
- Islamov, Rauf (* 1978), aserbaidschanischer Kamantschespieler
- Islamović, Alen (* 1957), jugoslawischer bzw. bosnischer Musiker und Sänger
- Islamovic, Dino (* 1994), montenegrinisch-schwedischer Fußballspieler
- Islamow, Alexander Alexandrowitsch (* 1986), russischer Eishockeyspieler
- Islamow, Dmitri Wiktorowitsch (* 1977), russischer Politiker
- İslamzadə, Akif (* 1948), aserbaidschanischer Sänger
- Islandsmoen, Sigurd (1881–1964), norwegischer Komponist
- Islas Mendoza, Héctor (* 1967), mexikanischer Fußballspieler und -trainer
- Islas, Alejandro (* 1992), mexikanischer Wasserspringer
- Islas, Idulio (* 1987), mexikanischer Taekwondoin
- Islas, Luis (* 1965), argentinischer Fußballspieler
- Islas, Ricardo, uruguayischer Fußballspieler

### Isle
- Ísleifur Gissurarson (1006–1080), erster Bischof von Island und Grönland
- Islek, Yasin (* 1988), deutsch-türkischer Schauspieler und Model
- Islenjew, Iwan Iwanowitsch (1738–1784), russischer Astronom, Mathematiker und Hochschullehrer
- Isler Béguin, Marie Anne (* 1956), französische Politikerin, MdEP
- Isler, Alan (1934–2010), britischer Schriftsteller und Hochschullehrer
- Isler, Arnold (1882–1941), Schweizer Offizier, Luftfahrtpionier und Beamter
- İşler, Cenk (* 1974), deutsch-türkischer Fußballspieler
- Isler, Charlotte (* 1924), deutsche Journalistin, Autorin und Zeitzeugin
- Isler, Dimitri (* 1993), Schweizer Freestyle-Skisportler
- Isler, Donald (* 1952), US-amerikanischer klassischer Pianist und Musikpädagoge
- Isler, Emma (1816–1886), Gründungsmitglied der Hochschule für das weibliche Geschlecht
- İşler, Emrullah (* 1960), türkischer Theologe und Politiker
- Isler, Gabriela (* 1988), venezolanische Schönheitskönigin und Miss Universe 2013Gabriela Isler (* 1988)

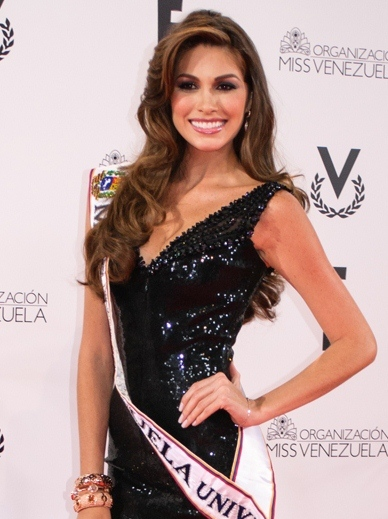
Gabriela Isler (* 1988)

- Isler, Gerhart (* 1949), Schweizer Publizist und Politiker
- Isler, Hans Peter (* 1941), Schweizer Klassischer Archäologe
- Isler, Heinz (1926–2009), Schweizer Bauingenieur
- Isler, Heinz (* 1960), Schweizer Radrennfahrer
- Isler, J. J. (* 1963), US-amerikanische Seglerin
- Isler, Jacob (1758–1837), Schweizer Kaufmann und Politiker
- Isler, Jakob (1809–1862), Schweizer Politiker
- Isler, Jedidah, US-amerikanische Astrophysikerin und Hochschullehrerin
- Isler, Johann Luzius (1810–1877), Bündner Konditor
- Isler, Manuel (1932–2011), Schweizer Literaturwissenschaftler und Journalist
- Isler, Meyer (1807–1888), deutscher Philologe und Bibliothekar
- Isler, Michael (* 1984), Schweizer Leichtathlet (Hochsprung)
- Isler, Morton L. (* 1929), US-amerikanischer Ornithologe
- Isler, Otto (1910–1992), Schweizer Chemiker
- Isler, Peter (1847–1921), Schweizer Berufsoffizier
- Isler, Peter Emil (1851–1936), Schweizer Politiker
- Isler, René (* 1959), Schweizer Politiker (SVP) und Polizist
- Isler, Tuna (* 1989), deutscher Basketballtrainer
- Isler, Ursula, deutsche Tischtennisspielerin
- Isler, Ursula (1923–2007), Schweizer Schriftstellerin
- Isler-Christ, Lydia (* 1964), Schweizer Apothekerin und Politikerin (LDP)
- Isler-Kerényi, Cornelia (* 1942), Schweizer Klassische Archäologin
- Isler-Leiner, Vera (1931–2015), Schweizer Fotografin
- Isles, Carlin (* 1989), US-amerikanischer 7er-Rugby-Spieler und American-Football-Spieler
- Isles, Kennedy (1991–2020), Fußballspieler von St. Kitts und Nevis
- Isles, Nabaté, US-amerikanischer Jazztrompeter, Fernsehmoderator und Filmkomponist
- Isley, Troy (* 1998), US-amerikanischer Boxer
- İşleyen, Ali (* 1982), türkischer Fußballspieler

### Isli
- Isliker, Henri (1922–2007), Schweizer Immunologe
- Islip, Simon († 1366), Erzbischof von Canterbury

### Islj
- Isljamow, Ischak Ibragimowitsch (1865–1929), russischer Marine-Offizier und Hydrograph tatarischer Herkunft